# 2565 Grögler
2565 Grögler è un asteroide della fascia principale. Scoperto nel 1977, presenta un'orbita caratterizzata da un semiasse maggiore pari a 2,3567596 UA e da un'eccentricità di 0,2345799, inclinata di 2,03489° rispetto all'eclittica.